# تاج کمالی
تاج‌کمالی(نام علمی: Tillandsia cyanea) نام یک گونه از تیره آناناسیان است. این گیاه از گیاهان استوایی است که در مناطق گرم و مرطوب می‌روید. اندازه گل گیاه حداکثر به ۲۵ سانتی‌متر می‌رسد.

## خاستگاه در ایران و جهان
خاستگاه این گیاه جنگل‌های استوایی در قاره آمریکای جنوبی است و در کشور اکوادر به وفور یافت می‌شود. در ایران این گیاه در جنگل‌های کهور در جنوب ایران به ندرت یافت می‌گردد. علت این موضوع، حساسیت تاج‌کمالی به تابش مستقیم آفتاب است.

## نگهداری
گل تاج کمالی، امروزه به عنوان یک گیاه آپارتمانی نیز نگهداری می‌شود. در در فصل بهار گل‌های آبی در می‌آورد. خاک آن همان خاک گل ارکیده و دمای مناسب برای نگهداری آن بین ۱۶ تا ۲۵ درجه سانتی گراد است.

## نگارخانه

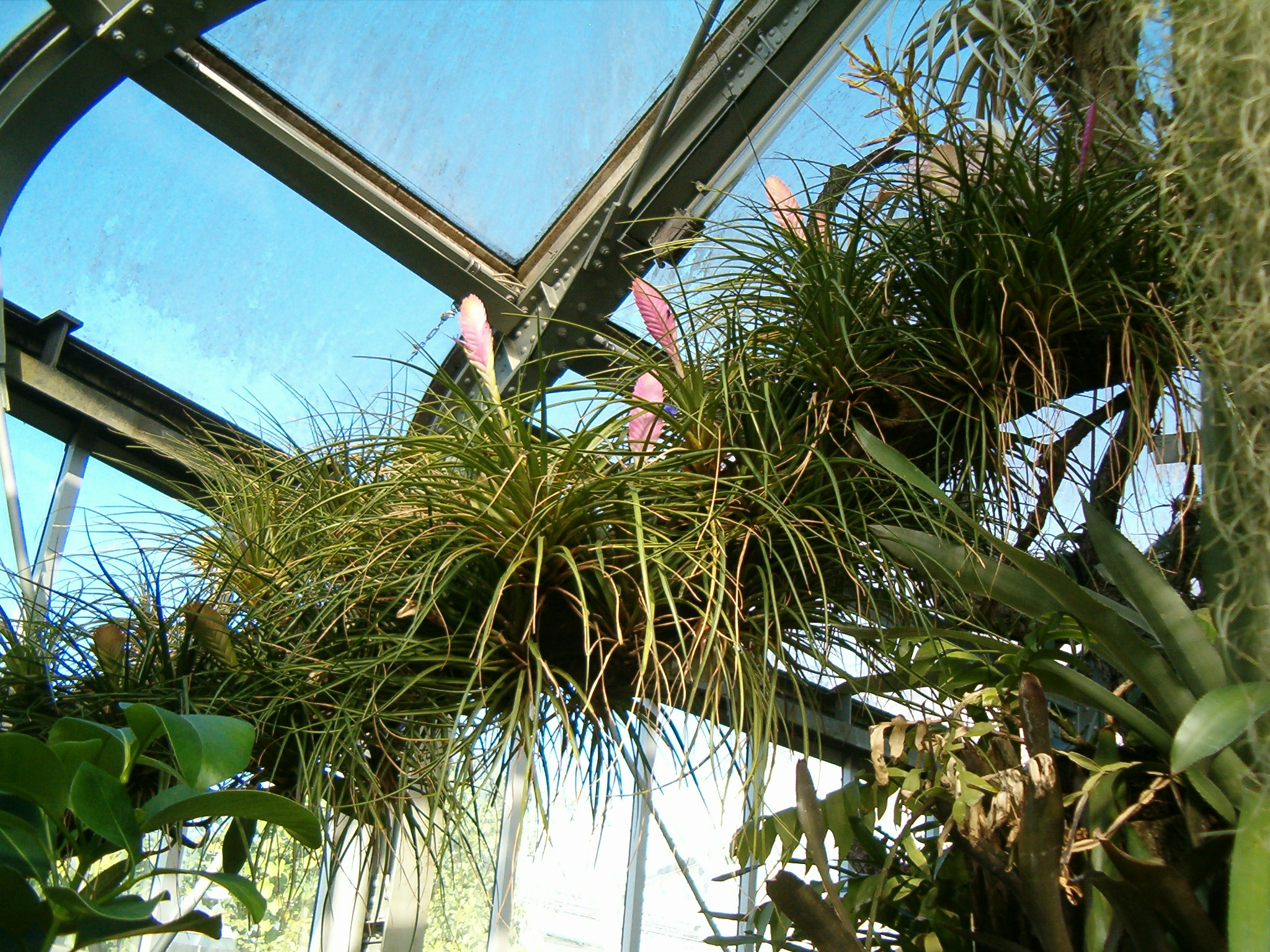
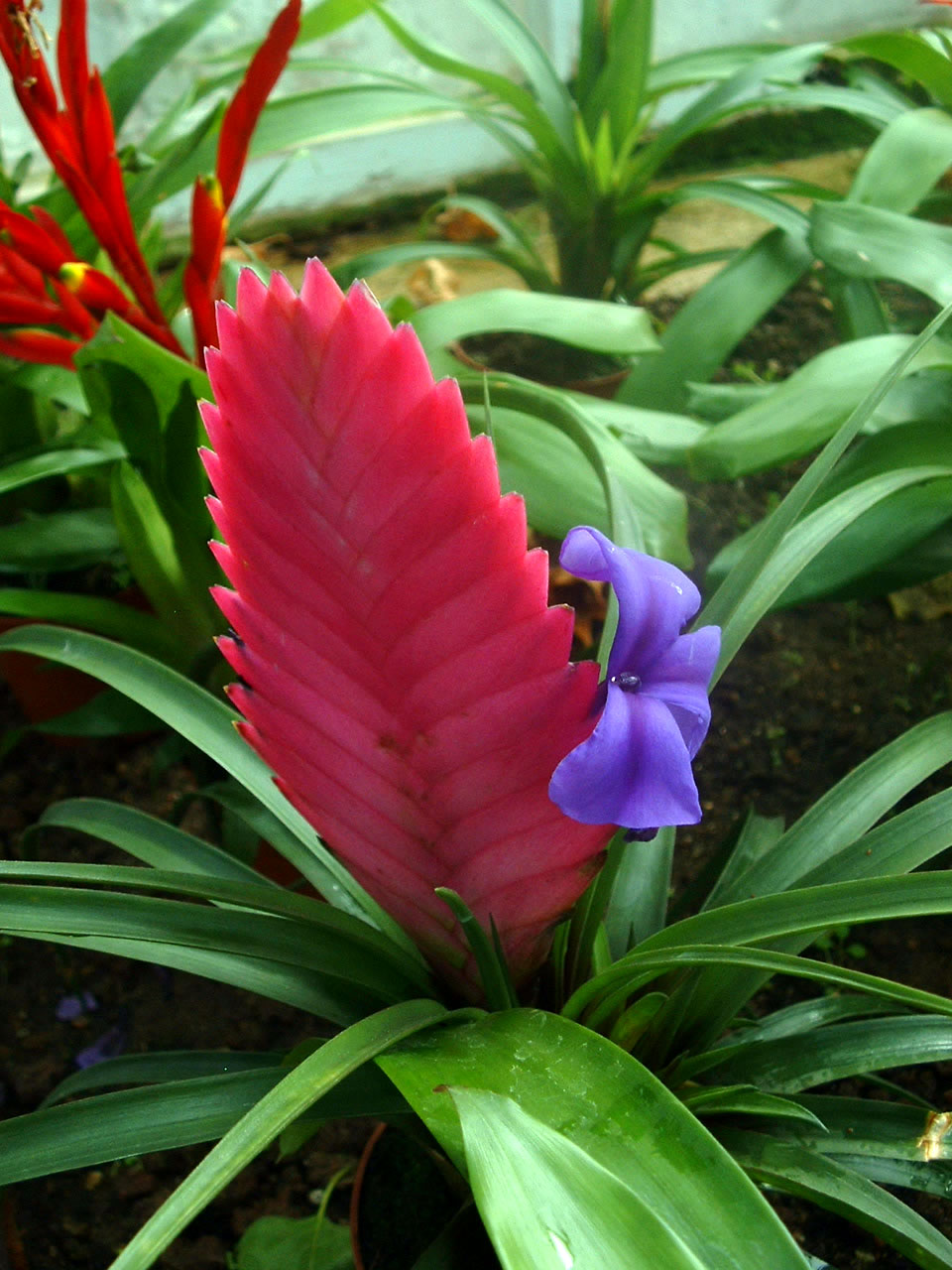